# Maria Elisabeth Straub
Maria Elisabeth Straub (* 15. November 1943 in Pinneberg; ursprünglich: Maria Elisabeth Franck) ist eine deutsche Schriftstellerin.

## Leben
Maria Elisabeth Straub studierte nach dem Abitur Germanistik und Kunstgeschichte in Freiburg (Breisgau), Berlin, Hamburg und Braunschweig. Nach dem Abbruch des Studiums wurde sie Mitarbeiterin bei der Zeitschrift Merian. Seit 1970 ist sie freie Schriftstellerin. 1977 nahm sie am ersten Ingeborg-Bachmann-Wettbewerb in Klagenfurt teil.
Die Autorin lebt heute in Nordfriesland. 
Nachdem Straub 1983 bereits mit Erfolg die Bücher für die vom Norddeutschen Rundfunk produzierte Familienserie Uta geliefert hatte, begann sie 1985 gemeinsam mit Martina Borger die Arbeit an Drehbüchern zur Fernsehserie „Lindenstraße“; bis 1997 entstanden so die Skripte für ca. 250 Folgen. Ab 2001 verfassten Straub und Borger gemeinsam mehrere Romane, für die beide 2002 mit dem Wiesbadener Frauenkrimipreis ausgezeichnet wurden. Im Jahr 2003 erhielt Straub für eine ihrer Kurzgeschichten den Agatha-Christie-Krimipreis.

## Werke
- Grönen Aal und rode Grütt, Lübeck 1971
- Rüschen und Geranientöpfe, Lübeck 1971
- Dat du min Leevsten bist ..., Lübeck 1974
- Wer weiß, was im Oktober ist, Düsseldorf 1977
- Schenk dem Mond ein Kleid, Düsseldorf 1982
- Das ist Hamburg, Lübeck 1985 (zusammen mit Bernt Federau)
- Schleswig-Holstein, Hamburg, Hamburg 1985
- Katzenzungen, Zürich 2001 (zusammen mit Martina Borger)
- Kleine Schwester, Zürich 2002 (zusammen mit Martina Borger)
- Im Gehege, Zürich 2004 (zusammen mit Martina Borger)
- Das Geschenk, Zürich 2006
- Sommer mit Emma, Zürich 2009 (zusammen mit Martina Borger)

## Hörbuchausgaben
- Im Gehege. Hörbuch Hamburg, Hamburg 2005, 5 CDs, 342 min. (gekürzte Lesung), gelesen von Robert Atzorn, ISBN 3-89903-192-X